# Vince Powell
Vince Powell, geb. Vincent Smith (Miles Platting, 6 augustus 1928 - Guildford, 13 juli 2009) was een Engels tv-schrijver.
Powell was vooral bekend als schrijver van Britse sitcoms voor ITV sinds het midden van de jaren 1960. Samen met Harry Driver bedacht en schreef hij verschillende succesrijke sitcoms, zoals Bless This House en Love Thy Neighbour. Na de dood van Driver maakte hij nog Mind Your Language (1977-79, 1986). Hij werkte ook mee aan programma's van Cilla Black, zoals Blind Date (224 afleveringen) en Surprise, Surprise (130 afleveringen). Hij schreef ook het scenario voor de Nederlandse film Ik ben Joep Meloen met André van Duin.
Zijn autobiografie verscheen in 2008 onder de titel From Rags to Gags.
- International Standard Name Identifier: 0000 0000 4855 373X
- Library of Congress Control Number: no2003083809
- Virtual International Authority File: 26759039
- WorldCat: E39PBJcgthkKvkVVywHXPThPwC